# Роман Полански
Роман Полански (пољ. Roman Polański), право име Рајмунд Либлинг (пољ. Rajmund Liebling; Париз, 18. август 1933) француско-пољски је режисер, сценариста, глумац и продуцент, номинован за пет Оскара, и добитник Оскара за најбољег режисера за филм Пијаниста. Његовим најпознатијим филмовима се, поред Пијанисте, сматрају Розмарина беба, психолошки хорор из 1968, и Писац из сенке из 2010. године. Од 1978. године он је бегунац из кривично-правног система САД, након што је побегао из земље док је чекао пресуду у случају сексуалног злостављања, у којој се изјаснио кривим за статуторно силовање.

## Биографија
Полански је рођен 18. августа 1933. у Паризу, од оца Ришарда Либлинга (познатог и као Ришард Полански), Јеврејина из Француске, и мајке Буле (дјевојачко презиме Кац), Пољакиње. Године 1937. породица се вратила у Пољску. Његова мајка је умрла у концентрационом логору нацистичке Њемачке, а Полански је избегао ову судбину, побегавши из краковског гета и провевши ратне године у избеглиштву широм Европе. Полански је провео своје формативне године у хранитељским домовима под усвојеним идентитетом, покушавајући да преживи холокауст.
Полански је завршио школу филма у Лођу, у Пољској, 1959. године. Снимио је више кратких филмова током својих студија који нису прошли незапажено. Његов филм Нож у води, из 1962. године, је први значајан пољски филм након Другог светског рата који нема рат као тематику. За овај филм Полански је први пут био номинован за престижну америчку филмску награду Оскар.
Први дугометражни филм Поланског, Нож у води (1962), направљен је у Пољској и номинован је за награду Оскар за најбољи филм на страном језику у Сједињеним Државама. Од тада је добио још пет номинација за Оскара, заједно са две награде БАФТА, четири Цезара, Златним глобусом и Златном палмом филмског фестивала у Кануу у Француској. У Великој Британији режирао је три филма, почевши од Одвратности (1965). Године 1968. Полански је отишао у Холивуд где је добио репутацију са софистицираним психолошким трилером Розмарина беба.
Током снимања филма Неустрашиви ловци на вампире Полански је упознао звезду у успону Шерон Тејт, са којом је ушао у љубавну везу и пар се венчао 25. јануара 1968. у Лондону. Прекретница у његовом животу догодила се 1969. године, када су његова супруга Шерон Тејт и четири пријатеља брутално убијени од стране чланова породице Мансон. Након њене смрти, Полански се вратио у Европу и на крају наставио да режира. Направио је Макбет (1971) у Енглеској и поново у Холивуду, филм Кинеска четврт (1974), који је номинован за Оскара.
Полански је 1977. године ухапшен и оптужен за дрогирање и силовање 13-годишње девојчице. Он је накнадно признао кривицу за мање кривично дело незаконитог сексуалног односа са малолетницом. Након 42 дана проведених у психијатријској процени у затвору у припреми за изрицање казне, Полански, који је очекивао да ће бити осуђен на пробни рок, побегао је у Париз након што је сазнао да судија планира да изрекне затворску казну.
У Европи, Полански је наставио да снима филмове, укључујући Тес (1979), са Настасјом Кински у главној улози. Освојио је француске Цезар награде за најбољи филм и најбољу режију, а добио је и три Оскара.
Полански упознаје манекенку и глумицу Емануел Сење, даје јој улогу у филму Лудило (1988) и жени је следеће године. Она такође игра и у његовом филму из 1992 Горки месец.
Касније је продуцирао и режирао Пијанисту (2002), драму о јеврејско-пољском музичару који је побегао из нацистичког прогона, у којем су глумили Ејдријен Броди и Емилија Фокс. Филм је освојио три оскара, укључујући и оскара за најбољег режисера, као и бројне међународне награде. Режирао је и Оливера Твиста (2005), причу која је аналогна са његовим сопственим животом као „младић који покушава да тријумфује над невољама”. Добитник је награде за најбољег режисера за филм Писац из сенке (писац који пише за друге) из 2010 на 23. Европској филмској награди. Такође је добио номинацију за најбољег сценаристу на поменутим наградама за филм Крвопролиће (2011).
Године 2018, Академија филмских уметности и наука изгласала је да се Полански избаци из чланства због случаја силовања.